# Адам и Ева (картина Лемпицкой)
«Адам и Ева» (фр. Adam et Eve) — картина польской художницы Тамары Лемпицкой в стиле ар-деко, написанная маслом на деревянной панели в 1932 году. На полотне изображён обнажённый мужчина, обнимающий обнажённую женщину, держащую яблоко. На заднем плане расположены стилизованные небоскрёбы. Размер картины 116 на 73 см. Она находится в частной коллекции.

## Описание и история
Лемпицка любила воспроизводить историю о сотворении Адама и Евы. Вдохновение на написание полотна 1932 года пришло, когда во время сеанса позирования профессиональная натурщица решила сделать перерыв, чтобы съесть яблоко. Лемпицкая попросила её замереть в получившейся позе и начала делать наброски. Затем она пригласила полицейского, патрулировавшего в это время на улице, для позирования в образе Адама. В своей картине Лемпицка противопоставляет естественную красоту человеческих тел безжизненному городскому пейзажу.

## Провенанс
Ранее картина принадлежала Барбре Стрейзанд, которая приобрела её приблизительно в 1986 году за 135 000 долларов. 3 марта 1994 года аукционный дом Christie’s провёл распродажу коллекции Стрейзанд, включая «Адама и Еву», которая ушла с молотка за 1 982 500 долларов, установив на тот момент рекордную стоимость для работ Лемпицкой на аукционе. Стрейзанд рассказала The New York Times: «Мы закричали, когда цена на Лемпицкую превысила 1 миллион долларов… Я занималась с тренером, и когда ставка превысила максимум, я закричала».

## В массовой культуре
В декабре 1993 года журнал Architectural Digest опубликовал статью о доме Стрейзанд в Малибу, оформленном в стиле ар-деко. На обложке номера было изображение Стрейзанд и картины Лемпицкой «Адам и Ева».
В 1996 году вышел фильм «Клуб первых жён», где фигурирует картина «Адам и Ева». По сюжету она принадлежит Элиз Элиот-Атчисон, которую играет Голди Хоун.